# TradFit
TradFit株式会社（トラッドフィット）は、東京都千代田区丸の内一丁目に本拠を置く日本の企業。宿泊施設向けに非接触・リモート対応可能なサービスを軸に、省力化サービスであるクラウドAIを活用した音声データプラットフォームの構築及び運営を主な事業とする。日本で初めてAIスピーカー向けのソフトウェアを開発したベンチャー企業である。

## 概要
「世界中の音声情報を整理し、世界中の人々に音声を通じてより良い暮らしを提供する」という目的を掲げ、戸田良樹により2017年8月に設立。ESG、SDGs、三方よしを軸に、コロナ禍での各種業界、自治体のDX支援、循環型地方創生などを推進。観光・宿泊業を始めヘルスケアに特化したサービスプラットフォーム開発、地方創生にも各種プロスポーツクラブや国内外の上場企業等と協業(共創)することで、オープンイノベーションを推進する。
創業当初から知財戦略に力を入れ、国内外の特許を数多く取得。AIスピーカー・チャットシステムを活用した宿泊施設の業務効率化を主な業務とし、日本トレンドリサーチが2021年12月に実施した宿泊施設サポートツールについての調査において6項目で第1位を獲得するなど、この分野でのマーケットリーダーとして知られる。同社技術は、COVID-19の影響下で苦しむ観光宿泊業界に注目されているほか、ヘルスケア分野で病院・介護施設などの人手不足の解消・業務オペレーションの改善、社会課題の解決なども期待されている。
同社は宿泊施設によって課題の異なるニーズを、徹底的なヒアリングから洗い出し、サービス内容をカスタマイズ。複雑になりがちな宿泊施設でのオペレーションを合致させ、それを技術面・知的財産面がしっかり支援するといった特徴を持つ。AIスピーカーのソフトウェア開発をいち早く手掛けた技術面での先行優位性と、機能の実装前の特許取得により参入障壁を築くとともに、プレスリリースで知財をアピールすることで資金調達や協業に活用している。
創業以来、欧州、アメリカ、アジアを対象としてPCT出願を行うことで、その優位性をコラボレーションに活かしている。創業以来、国内外で40件の特許出願を行ったが、うち11件が登録されており、いずれもPCT出願である。これは野村證券投資銀行部門の出身である代表者の戸田が、多くのスタートアップが知的財産戦略を保有してなかったために後発企業に負ける事実を数多く見てきた体験から、最初にステルスでIPを取得後、競争優位性を確保したのちに先に進むという考え方をとっていることによる。
2022年3月には、上述の実績により、2021年のスタートアップ×知財のベストプレイヤーを表彰する「第3回IP BASE AWARD」（特許庁）で、創業期から知財を重視した経営を行い、特許情報の発信により、サービス導入、アライアンス、資金調達等知財の活用が実を結んでいる点などが評価され、スタートアップ部門の奨励賞を受賞した。
2022年9月には、日本初となる経済産業省・中小企業庁及び独立行政法人中小企業基盤整備機構等が運営する第6回事業再構築助成金の新分野展開（AIスピーカーによる介護DXの実現）へ採択された。
同社は、特許権の範囲を宿泊領域に限定せず、ヘルスケア領域などへの展開も想定し、病院や介護施設、福祉施設なども含む形で取得している。

### 業務内容
宿泊施設向けAIスピーカーでトップシェアを持つ。AIスピーカーAmazon Echoを使ったコンセルジュアプリケーションの開発、独自開発によるチャットシステム、生体認証、IoT連携、それらに関連させた独自開発の管理画面を活用し、宿泊施設の収益性・オペレーション改善及び顧客満足度向上のためのソフトウェア開発など。2022年3月現在、AIスピーカーは8言語（英語・日本語・イタリア語・フランス語・ドイツ語・スペイン語・ヒンディー語・ポルトガル語）に対応、チャットシステムは16言語に対応。客室内の家電のIoT化により、空調・照明などを音声で操作できる機能を搭載することで外国人や高齢者、子供の操作も容易にしたほか、フロントへの問い合わせをはじめ、周辺施設の案内、予約などの画面タッチ、音声、チャットでの操作を可能とした。TradFitを全客室に導入したことで、フロントの電話対応を時期によるものの半減した例があるほか、少人数での対応を可能とした。旅行、観光、宿泊施設に特化し、客からの問い合わせや宿泊施設のオーダー対応の効率化のほか、宿泊施設内や周辺の観光スポット・飲食店などの音声検索とAI、有人のハイブリッド型チャットシステムを開発することで、一元管理を可能とした。また、ビッグデータの分析により、閑散期や繁忙期それぞれの各宿泊施設で求められる宿泊客の要望を可視化。業務、サービス、マーケティング改善などを提案。宿泊施設の基幹システムであるPMS(Property Management System)とのシステム連携完了により、個人情報を特定することなく、各種属性に応じた業務、サービス、グループアセットへのマーケティングの更なる改善を実現した。また、"アジアの時代"を背景に、アジア展開を積極的に行っている。
2022年8月には、AIスピーカーから宿泊ゲストの要望を受け付けて、宿泊客の好みに応じたレストラン、観光地、アクティビティー等を予約する基本特許技術である「スマート予約」（特許第7111376号）を発表。「スマート予約」は以前発表した「スマート旅行」および「スマート旅行2」とは補完関係となり、宿泊客の旅行体験の向上と宿泊・介護施設、病院などの人手不足の解消や業務オペレーションのさらなる改善を推進させる技術である。
2024年1月には、1つの客室に複数の客が宿泊している場合でも、音声データや画像データに基づいて、どの宿泊ゲストがリクエストしたのかを判定する基本特許技術「スマート話者判定」を発表。
戸田は起業に際し、当時海外では急速に普及しているにもかかわらず、国内市場で普及していなかった音声領域に着目。ベトナム、中国、アメリカ合衆国などを実際に訪問して感じたことや、旅行者との触れ合いで見聞した体感を通じ、多くのインスピレーションを得、その体験を元に多言語対応音声エージェント端末のソフトウェア開発につなげた。欧米では、すでにAmazon、Google、Appleなどの音声エージェント端末が急速に普及していたが、その波は確実に日本にも来ることを予見。声というインターフェースは、直感的、感覚的に活用できるため、音声、クラウドAI、生体認証、IoTなどのテクノロジーとコラボレーションにより、少子高齢化社会で必要とされるサービスになると確信。戸田は顧客を同社のサービスとの親和性が高い宿泊施設に絞り込んだ。非接触・非対面・リモートでの応対を可能とした同社サービスは多言語での旅行者へのオーダー対応や案内業務の多くを不要とし、施設側の負担を大きく軽減し収益性改善、雇用を守りながらワークライフバランスの向上、収益性改善による従業員の賃金改善などを実現できる上、取得データは、個人を特定できない安全な状態で保有・分析し、さらなる業務・サービス・マーケティング改善につなげることを可能とした。同社ではデータは誰もが使えるプラットフォームとして共有し、地域特性に合わせた循環型社会、地方創生につなげていくために、都道府県との協業を推進している。

### 社名の由来
古き良き伝統(Tradition)を、テクノロジーで現代に融合・フィット(Fit)させるとする理念より命名。

## 沿革
- 2017年 - TradFit株式会社設立。
- 2019年 - 5月31日、D2C Xとの提携により、訪日観光メディア「tsunagu Japan」の提供を開始[23]。
- 2021年
  - 6月、iGEM Qdaiのスポンサーとなる[24][25]。
  - 8月31日、アルビレックス新潟とオフィシャルパートナー契約を締結[26]。
  - 11月12日、宿泊客のチェックアウト日を考慮して、ホテルルームインジゲータに清掃可能な時間帯を表示する独自特許技術「ホテルルームインジケータ清掃表示」を発表[27]。
  - 11月16日、AWSファンデーショナルテクニカルレビューを通過。国際公式認証取得[28]。異業種交流会 東京501 で代表者戸田良樹が講演講師として登壇[29]。
  - 11月18日、ロボットで客室の清掃状態を自動的に点検する特許技術「ロボット自動清掃点検」を発表[30]。
  - 11月24日、運搬ロボットが、ルームメイクに使用するシーツやバスタオル、アメニティ、清掃用具などを客室まで運ぶ技術「ロボット自動運搬」を開発[31]。
  - 11月30日、AIスピーカーから宿泊客の要望を受け付けて、自動で室内温度や照明等の客室環境を最適な状態に保つ基本特許技術「客室スマートコントロール」を発表[32]。
  - 12月4日、AIスピーカーから宿泊客の要望を受け付けて、客の好みに応じたレストラン、観光地、アクティビティー等の情報を提供する基本特許技術「スマート旅行」（特許第6651162号）を発表[33]。
- 2022年
  - 1月22日、Google Cloud™ Build パートナー認定を取得[34]。
  - 3月15日、経済産業省 第3回「IP BASE AWARD」奨励賞（スタートアップ部門）受賞[35][14]。
  - 3月18日、同日開業の『フォーズホテル 近鉄 大阪難波』（近鉄不動産）の全69室に同社のサービスプラットフォームが導入された[36]。また同日、東京・赤坂インターシティで開催された「JAPAN INNOVATION DAY 2022 by ASCII STARTUP」の企業ブースに出展[12]。
  - 3月28日、The Silicon Reviewより10 Ethical Companies of the Year 2022へ認定・選出され表紙を飾ることが決まる[37][38][39]。
  - 3月30日、NTTドコモとの協業による「AI電話サービス」を活用した「高齢者の認知機能チェック・運送業ドライバーのヘルスケアチェックソリューション」の実証実験の案内を開始[40]。広島県「鞆・一口町方衆」応援プロジェクトを支援[22]。
  - 4月3日、Google LLCのGoogle for Startupsに採択される[41]。
  - 4月4日、同社技術を導入した『プリンス スマート イン 京都三条』が開業[42]。
  - 4月5日、世界初となる基本特許技術「移動先宿泊施設レコメンド」（特許第7038449号）を発表[43]。
  - 4月9日、Microsoftのスタートアップ支援プログラム「Microsoft for Startups」に採択される[44]。
  - 4月15日、アメリカ合衆国のテックメディア『The CEO Views』より、2022年に注目すべき革新的なグローバル企業50社中の1社として選出・認定証を受賞[45][46]。
  - 6月2日、必要に応じ有人対応へ切り替えるQRコードを画面に表示する技術である「クラウドコールセンター」が基本特許を取得[47]。
  - 6月18日、変な商社と観光・宿泊業界の活性化を見据え協業開始[48]。
  - 6月25日、APAC CIO Outlookより、2022年アジア太平洋のクラウドサービス事業者として2年連続でトップ10へ選出・認定証受賞[49]。
  - 6月26日、USメディアのThe Enterprise Worldより、Enterprising Companies of the Yearへ選出・認定証受賞[50]。
  - 6月27日、USメディアのGlobal Business Leaders Magより、30 Best Companies to Watch in 2022へ選出され、認定証を受賞[51]。
  - 6月28日、日本スタートアップ支援協会主催のスタートアップのビジネスコンテスト「The JSSA MeetUp＆Award Vol.39」にて最優秀賞を受賞。EY新日本有限責任監査法人、オービックビジネスコンサルタントからもEY賞、オービックビジネスコンサルタント賞も受賞し3冠賞となる[52]。
  - 7月12日、多言語対応AIスピーカーを用いたコンシェルジュ・サービス事業が、東京都中小企業振興公社の事業可能性評価事業において「事業の可能性あり」と評価される[53]。
  - 7月23日、ライトアップの「Jコンサルティング」の提供契約を締結。同社のサービスを導⼊した中⼩企業宿泊施設は、オンライン上で公的⽀援制度の受給可能性の診断や申請を⾏うことが可能となる[54]。
  - 8月9日、経済産業省・特許庁より同社の知財戦略に関するインタビュー記事が掲載される[55]
  - 8月26日、 AIスピーカーから宿泊ゲストの要望を受け付けて、宿泊客の好みに応じたレストラン、観光地、アクティビティー等を予約する基本特許技術である「スマート予約」（特許第7111376号）を発表[19]。
  - 9月25日、経済産業省・中小企業庁及び中小企業基盤整備機構等が運営する第6回事業再構築助成金の新分野展開（AIスピーカーによる介護DXの実現）へ採択[56]。
- 2023年
  - 1月4日、東京都中小企業振興公社が実施する令和4年度「グローバルニッチトップ助成事業」に採択[57]。
  - 1月5日、トラベルボイスによる国内外の注目企業セレクト10に選出[58]。
  - 1月5日、同社サービスが、経済産業省が推進する「サービス等生産性向上IT導入支援事業」の対象ツールに認定[59]。
  - 1月13日、CTOに、Alexa ChampionのTomoharu Itoが就任[60]。
  - 1月15日、Hellohas Roboticsとの間で、宿泊・ヘルスケア・飲食・海事・農業業界向けの自律走行サービス・産業用ロボティクス連携、音声データ連携、販売代理店業務等で業務提携締結[61]。
  - 2月7日-10日、東京ビッグサイトにて開催された「国際ホテル・レストランショー HCJ2023」に、変な商社と共同で出展[62]。
  - 2月15日、世界初の技術となる宿泊客の属性に応じて室内温度・照明等を自動で最適に管理する 基本特許「客室スマートコントロール2」を取得[63][64]。
  - 2月16日、新潟県においてイノベーティブなスタートアップ企業を選定し、官民連携による集中支援による成長を目指す取り組みである「J-Startup NIIGATA」に選定[65][66][67]。
  - 3月6日、最高技術責任者(CTO)にAmazon Alexa ChampionのTomoharu Itoが就任[68]。
  - 4月17日、「チャットGPT」とLINEを活用した、宿泊客応答サービス「TradFitAI」を開始、言語を自動判定し多言語で自動応答するほか、宿泊施設に対しては宿泊者のデータを蓄積・分析し、業務管理を効率化できる[69]。
- 2024年
  - 1月30日 - 1つの客室に複数の客が宿泊している場合でも、音声データや画像データに基づいて、どの宿泊ゲストがリクエストしたのかを判定する基本特許技術「スマート話者判定」を発表[20]
  - 1月31日 - 宿泊客が移動先で宿泊施設が決まっていない場合に、宿泊客のスマートフォン等から取得した情報に基づき、宿泊客に最適な移動先の宿泊施設を紹介する基本特許技術「移動先宿泊施設レコメンド2」を発表[70]。
  - 2月6日 - メタバース空間を開発する環境を持たなくても、このプラットフォーム上でメタバース空間を創造することが可能基本特許技術「メタバース空間創造プラットフォーム」を発表[71][72]。
  - 7月17日 - 韓国のIT投資企業「MILESEUM（ミレセウム）」と包括的業務提携を締結。AI、IoT、ロボティクス、デジタルサイネージ、生体認証、生体認証ドアロックなどのテクノロジーの活用によるヘルスツーリズムを共同で推進。人手不足などの課題解決への取り組みを開始。観光業界、宿泊業界、病院、ヘルスケア業界、不動産業界、小売業界へ世界最先端のテクノロジーを提供する[73]。
  - 9月10日、宿泊者からの音声リクエストに対してパーソナライズ化した応答を画面に表示する基本特許技術「スマートガイダンス」を取得したと発表[74]。
  - 11月5日、国内外の利用者に自動的にパーソナライズ化して応答するサービスで、ビジネスモデル特許「スマートシステム連携2」を取得[75]。
- 2025年
  - 1月23日、テクノロジー・メディア・通信業界の収益（売上高）に基づく成長率のランキング「Technology Fast 50 2024 Japan」で（デロイト トーマツ グループ発表）50位中23位[5]。

## 受賞歴
- 経済産業省 第3回「IP BASE AWARD」奨励賞（スタートアップ部門）受賞[35]
- 『The CEO Views』より、2022年に注目すべき革新的なグローバル企業50社中の1社として選出・認定証を受賞[45]
- APAC CIO Outlookより、2022年アジア太平洋のクラウドサービス事業者として2年連続でトップ10へ選出・認定証受賞[50]
- Global Business Leaders Magより、30 Best Companies to Watch in 2022へ選出され、認定証を受賞[51]
- USメディアのGlobal Business Leaders Magより、30 Best Companies to Watch in 2022へ選出され、認定証を受賞[51]
- 日本スタートアップ支援協会主催のスタートアップのビジネスコンテスト「The JSSA MeetUp＆Award Vol.39」最優秀賞[52]
- 「NIIGATA VENTURE AWAR D2022」最優秀賞[76]。

## 所在地

### 本社
東京都千代田区丸の内一丁目6番5号丸の内北口ビルティング9階

### 新潟県イノベーション拠点施設NINNO
新潟県新潟市中央区笹口一丁目2番地新潟プラーカ2 2階

## 加盟団体
- AWS パートナー ソフトウェアパスに国際公式認定
- Google Cloud™ Build パートナーとして国際公式認定
- Alibaba Cloud テクノロジーパートナーとして国際公式認定
- 一般社団法人 ITキャリア推進協会(JAIC Japan Association for IT Career)
- 一般社団法人 日本スタートアップ支援協会
- 公益社団法人 日本観光振興協会 (JAPAN TRAVEL AND TOURISM ASSOCIATION）
- 公益財団法人 東京観光財団 (Tokyo Convention & Visitors Bureau)
- 一般社団法人 宿泊施設関連協会 (JARK/Japan Accommodation Consortium)

## 参考サイト
- IP BASE - 「AIスピーカー×宿泊分野で後発競合を圧倒。プロトタイプ段階からTradFitは何を進めたか」 - 　経済産業省・特許庁による知財戦略に関するインタビュー記事